# NGC 3539
NGC 3539 هي مجرة تتبع كوكبة الدب الأكبر. اكتشفها جون هيرشل في 13 أبريل 1831.

## روابط خارجية
- NGC 3539 على موقع ويكي سكاي: DSS2, SDSS, GALEX, IRAS, Hydrogen α, X-Ray, Astrophoto, Sky Map, Articles and images